# عباسوو
عباسوو (انگلیسی: Apasovo) یک شهرک در شهرستان ملئوزوفسکی استان باشقیرستان کشور روسیه است.